# Ягода Жуковська
Ягода Жуко́вська (пол. Jagoda Żukowska, 2 листопада 2006) — польська легкоатлетка-спринтерка, чемпіонка Польщі серед спортсменів у віці до 20 років у бігу на 100 метрів. Представниця спортивного клубу «SLiS JUST TEAM Bielsko-Biała».

## Із життєпису
З дитинства мала дотичність до спорту: їздила на лижах, займалася плаванням, любила верхову їзду. Легкою атлетикою почала займатися порівняно пізно — з 14 років. У вільний час бере участь у конкурсах моделей. Вихованка тренерки Йоанни Юстиняк. До легкоатлетичних занять Ягоду вмовили батьки, згодом їй це сподобалося. В родині легкою атлетикою займалися мати та брат.

## Спортивні досягнення
Учасниця командного чемпіонату світу U-20 в Лімі, молодіжному чемпіонаті Європи 2023 року в Єрусалимі, призерка юніорських чемпіонатів Польщі та молодіжних чемпіонатів Польщі в залах з легкої атлетики. У віці 18 років дебютувала у жіночій збірній Польщі на Командному чемпіонаті Європи з легкої атлетики 2025 у Мадриді.
У травні 2025 року стала рекордсменкою Польщі в естафеті 4 × 100 серед юніорів з результатом 44,24 секунди разом із Вікторією Гайош, Йоанною Фус та Клаудією Хростек. У липні того ж року стала чемпіонкою Польщі U-20 в бігу на 100 метрів з особистим рекордом 11,46 с.